# Вишеньки (Бориспільський район)
Ви́шеньки — село в Україні, у Золочівській сільській громаді Бориспільського району Київської області. Населення становить 3516 осіб.

## Археологічні пам'ятки та історія
Біля села Вишеньки, на піщаній дюні в заплаві лівого берега Дніпра знаходиться археологічна пам'ятка зарубинецької культури. Могильник (2 ст. до н. е.) відомий з часів В.Хвойки, але розкопаний у 80-ті рр. 20 ст. Відкрито 62 поховання з обрядовим місцем кремації небіжчика осторонь. Розрізняються 4 типи поховань: ямні, які складали майже половину всіх поховань, урнові, ямно-урнові і кенотафи. В похованнях багато чорнолощеного і кухонного посуду та фібул, іноді траплялися залишки намиста та деякі знаряддя праці. Пам'ятка — важливе джерело для вивчення уявлень, вірувань та способу життя населенняя Середнього Подніпров'я на рубежі старої й нової ер. Крім зарубинецьких поховань, знайдені об'єкти бронзової доби, милоградської культури та київської культури.
Місцевість, де розкинулось село, вперше згадується в літописі під 1101 роком, коли брати Святославичі — Святополк, Володимир i Олег уклали мир з половцями неподалік у Салкові (нині Проців).
У 1501 році великий князь литовський пожалував Вишеньки товмачу Берендею. Через півстоліття село за 120 кіп литовських грошей було продане київському війту Семену Мелешкевичу, який у 1562 році подарував Вишеньківський маєток разом з селянами Києво-Печерській лаврі.
За Гетьманщини Вишеньки входили до складу Бориспільської сотні Київського полку.
За описом Київського намісництва 1781 року у Вишеньках було 117 хат. За описом 1787 року в селі проживало 504 «казених людей» і козаків.
Є на мапі 1787 року
В 1925 році у селі створено комуну «Вишня», в 1929 році — артіль ім. Шевченка, в 1930 р. — артіль ім. Петровського. Зі слів старожилів села в 1933 році там налічувалось 205 дворів, у яких жило 825 осіб. Це не підтверджують дані перепису 1926 року, за якими село мало 948 дворів і 4201 особу населення.
В 1932—1933 роках з села Вишеньки виконавцями політики Голодомору спочатку були вивезені всі зернові і продовольчі фонди колективних господарств, а потім — всі продовольчі запаси селян незалежно від того, були вони колгоспниками, чи ні. Внаслідок спланованого голоду значна частина жителів села загинула голодною смертю.
У 2020 році разом с селами Петропавлівське та Гнідин утворено спільну Золочівську сільську громаду за назвою однойменної річки.

## Освіта
У селі знаходиться Zoloche International School, міжнародна школа.

## Видатні уродженці
- Видиборець Станіслав Володимирович (1957—2023) — вчений-гематолог. Доктор медичних наук; професор.
- Кармаза Олександра Олександрівна (* 8 листопада 1972) — український науковець-правник, доктор юридичних наук, професор, член Центральної виборчої комісії.
- Некрашевич Іван Георгійович, (1742 -?р.р.)Український поет і проповідник.
- Остролуцька Антоніна Михайлівна — українська письменниця.
- Ромась Микола Іванович (*9 серпня 1943 — †19 грудня 2009) — український гідрогеолог, доктор географічних наук, старший науковий співробітник Київського національного університету імені Тараса Шевченка.
- Чепурко Петро Терентійович (14 червня 1926 — 15 липня 1980). Під час Німецько-радянської війни потрапив до концтабору в Австрії. У таборі він зустрівся зі своїм односельцем дідом Кошкою, який допоміг йому втекти. Під час втечі він зустрів червоних. Петро був без документів і тому потрапив до штрафбату. Повернувшись у село, працював продавцем у єдиному магазині, а потім став головою кооперації.(?)
- Олександр Олександрович Косовець (20 липня 1951, с. Вишеньки, Бориспільського району Київської області) — багатолітній директор Центральної геофізичної обсерваторії імені Бориса Срезневського (займав посаду понад 30 років — перше місце за часом керування обсерваторією), почесний працівник гідрометслужби України (2000), член колегії Держкомгідромету України (1992—2000), голова робочої групи з моніторингу забруднення природного середовища Міждержавної ради з гідрометеорології країн СНД (1992—2014), член Вченої Ради Українського географічного товариства (з 2000 р.).

## Інші постаті
У селі поховано лауреата Шевченківської премії Петра Жура та його дружину.

## Світлини

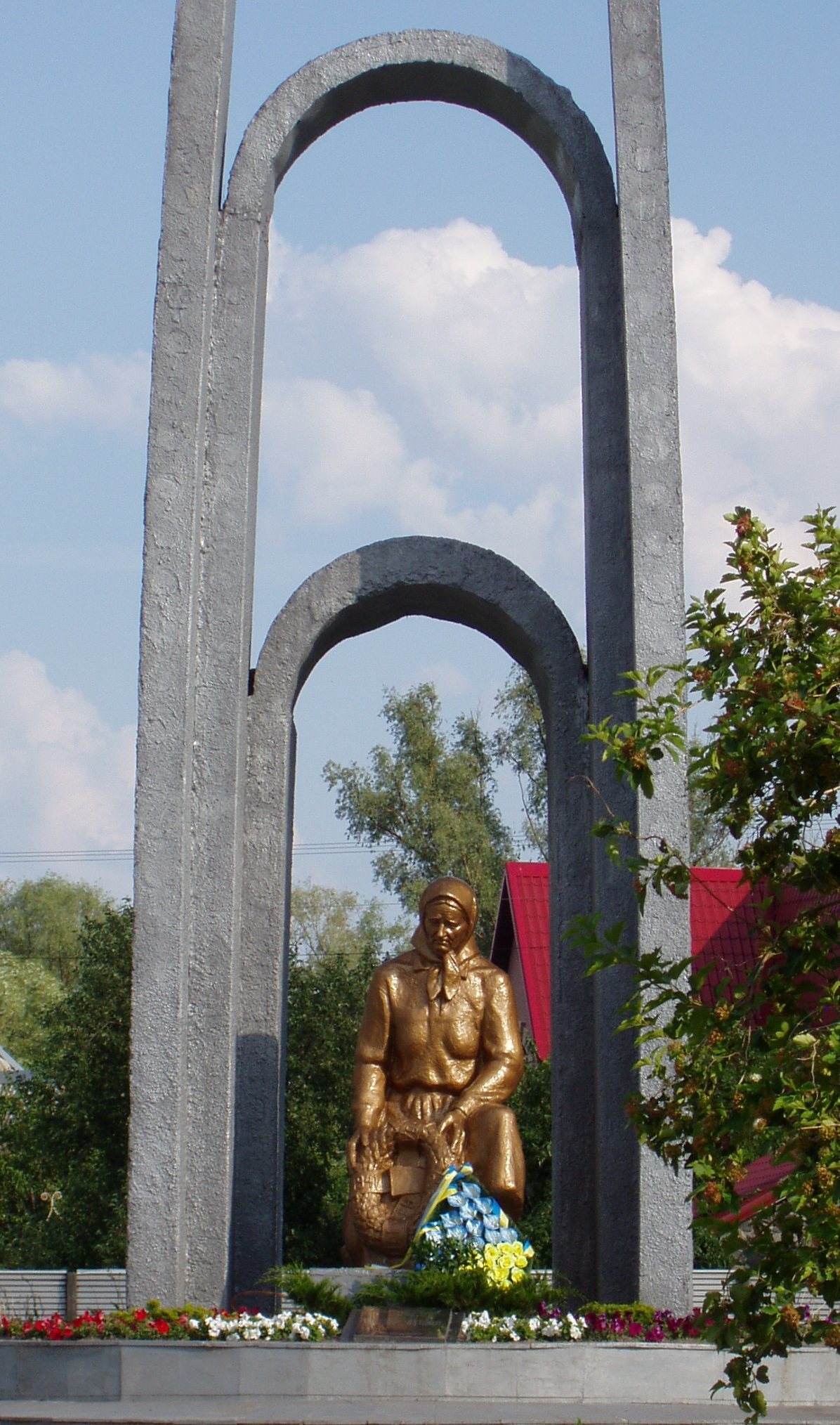
Братська могила воїнів Радянської Армії і пам'ятник воїнам-односельцям, які загинули в роки Другої світової війни
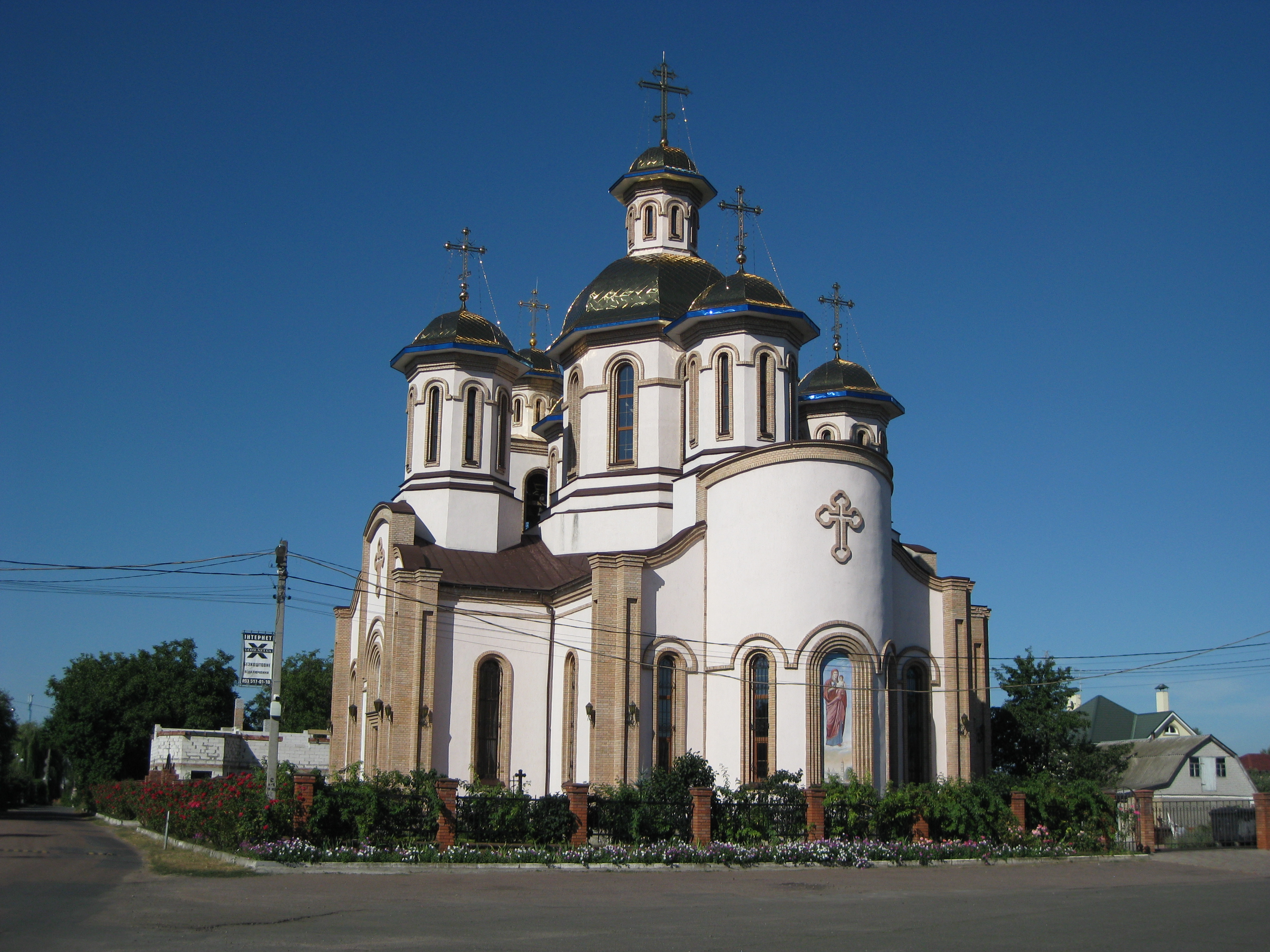
Храм на честь св. вмч. Георгія Побідоносця